# Rachmaninow-Museum Iwanowka

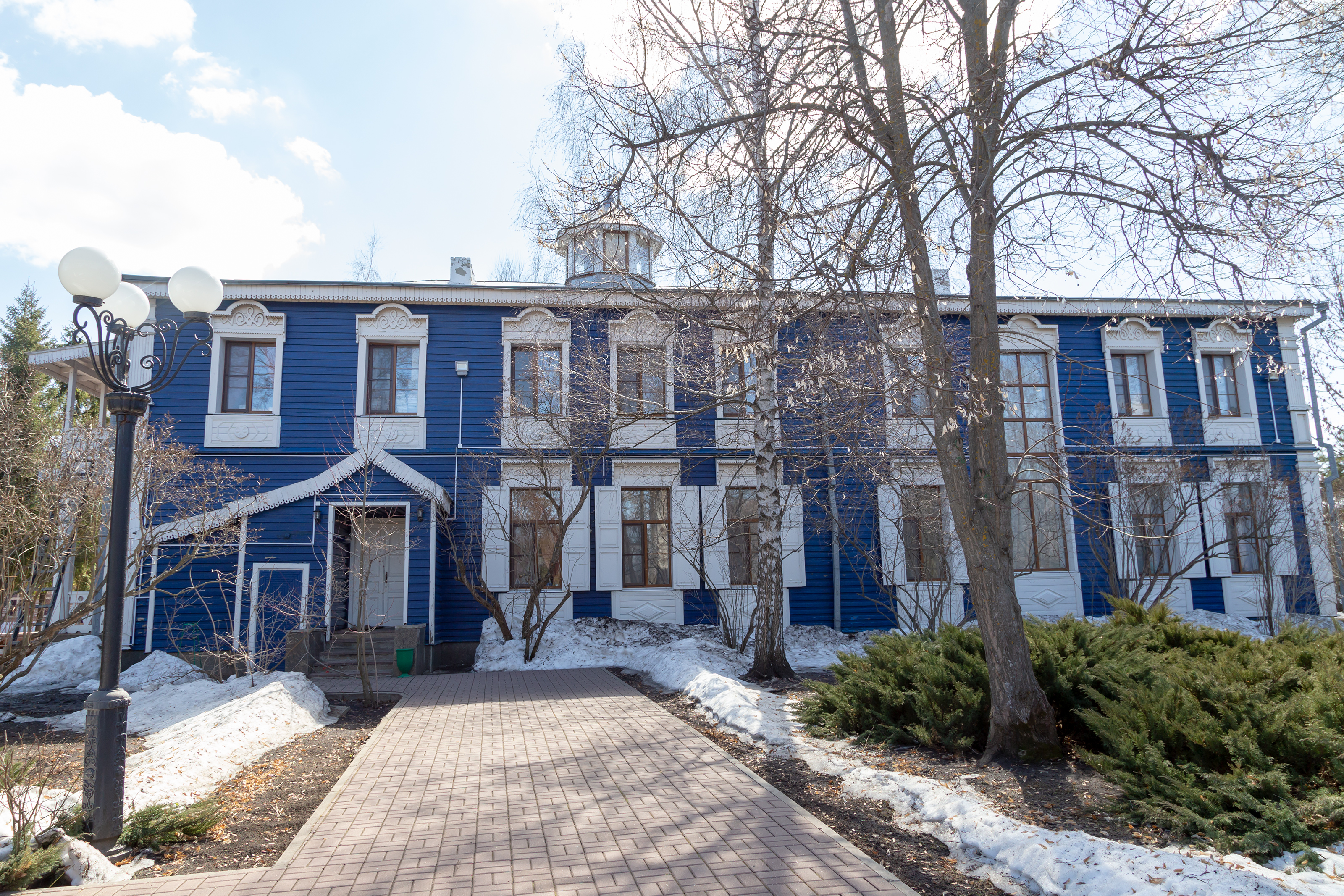
Herrenhaus in Iwanowka (2018)

Das Rachmaninow-Museum Iwanowka (Museum-Gutshof S. W. Rachmaninow Iwanowka, russisch Музей-усадьба С.В. Рахманинова "Ивановка") ist ein Sergei Wassiljewitsch Rachmaninow gewidmetes Museum auf dem Landgut Iwanowka im Oblast Tambow, ca. 550 Kilometer südöstlich von Moskau.
In Iwanowka verbrachte Rachmaninow von 1890 bis zu seiner Emigration 1917 die Sommermonate. Ab 1910 war das Landgut im Besitz Rachmaninows.

## Rachmaninow in Iwanowka

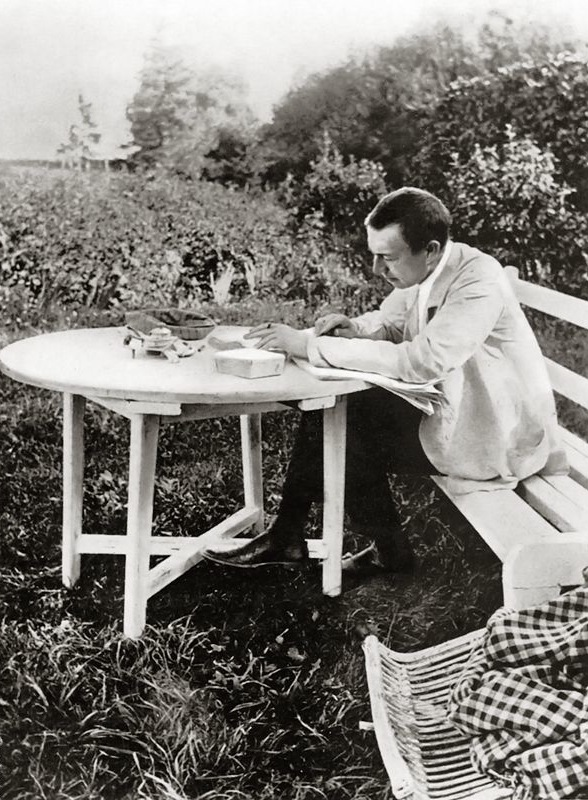
S. W. Rachmaninow in Iwanowka (1910)

Rachmaninow kam 1890 erstmals nach Iwanowka als Sommergast der befreundeten Familie Satin, die das Landgut besaß. Das Gut liegt im Südosten der Oka-Don-Ebene, etwa 20 Kilometer westlich von Uwarowo und grenzt an das gleichnamige Dorf. Nach der Heirat Rachmaninows mit Natalie Satina 1902, der Tochter des Gutsherrn, verbrachte die junge Familie dort jedes Jahr die Sommermonate. Rachmaninows bewohnten das zweigeschossige Nebengebäude, an welches die Wirtschaftsräume des Anwesens – Küche, Vorratslager und Waschküche – eingeschossig anschlossen.
Rachmaninow genoss die subtile Schönheit der Landschaft in Iwanowka mit ihren unendlichen Weiten, den „grenzenlosen Weizen-, Roggen- und Haferfeldern“ und „den Duft nach Erde, den Aromen von allem was wächst und blüht“ – das Landgut bot Rachmaninow die Inspiration und ruhige Umgebung, die er für die Arbeit an seinen Kompositionen benötigte. Das erste Werk in der langen Liste der in Iwanowka entstandenen Kompositionen war 1890 die Romanze f-Moll nach einem Thema von S. W. Rachmaninow. In den Folgejahren entstanden 24 Präludien, 9 Etüden, 2 Sonaten und 49 Romanzen. Rachmaninow arbeitete dort an den sinfonischen Werken Der Fels, Die Toteninsel, dem Böhmischen Capriccio, der 1. und der 2. Sinfonie, der unvollendeten Oper Monna Vanna, den Opern Der geizige Ritter und Francesca da Rimini, der Liturgie des Heiligen Chrysostomos, an der Chorsinfonie Die Glocken und dem 1., dem 2., dem 3. und dem 4. Klavierkonzert.
1910 erwarb Rachmaninow das Anwesen von seinem Schwiegervater Aleksander Satin und übernahm die Verwaltung. Im Winter konzertierte er und im Sommer investierte er das dadurch verdiente Geld in das Landgut. Rachmaninow erwarb Boden und Vieh und modernisierte die Landmaschinen. Er widmete sich intensiv den Pferden und legte bei der Landkultivierung Hand an. Im Juni 1910 schrieb er an Nikita Morosow: „Ich hab den ganzen Monat vertrödelt. War oft fischen und pflanzte Weiden, eine faszinierende Arbeit. Ich kaufte dafür einen Bohrer, der zwei Fuß tiefe Erdlöcher gräbt und habe Weidenschößlinge eingebracht, die fünf Fuß aus der Erde ragen. 120 hab ich gepflanzt, bewässert und bewässere sie weiterhin. […] Wie groß ist mein Vergnügen wenn ich Knospen ihres frischen Grüns sehe.“
Nach der Februarrevolution 1917 und der darauf folgenden Abdankung des Zaren Nikolaus II. sah Rachmaninow für sich und seine Familie aufgrund der damit einhergehenden Umstrukturierung der Gesellschaft keine Zukunft in Russland, er emigrierte im Dezember 1917. Bereits am 1. Juni 1917 schrieb er an Alexander Siloti während eines Krim-Aufenthalts aus Jessentuki desillusioniert und in Vorausschau auf kommende Ereignisse, dass er nicht mehr auf seinen Gutshof Iwanowka zurückkehren werde.

## Museum-Gutshof

### Geschichte

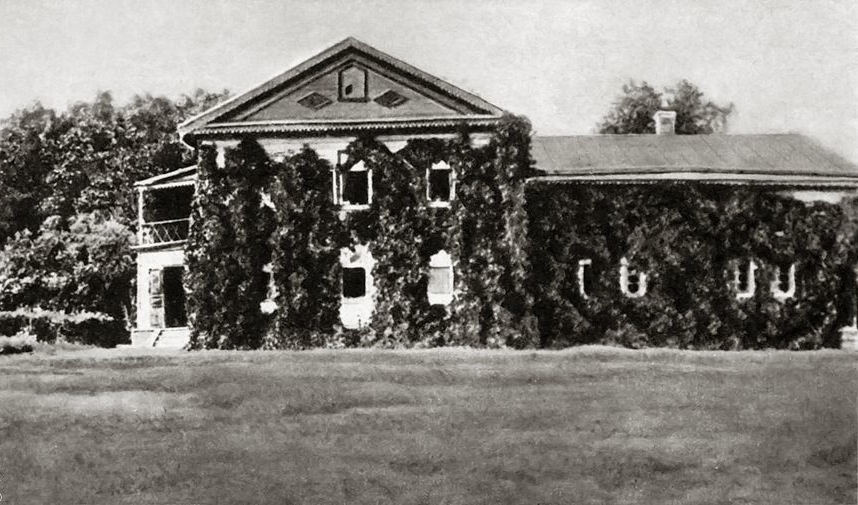
Nebengebäude in Iwanowka (ca. 1910)

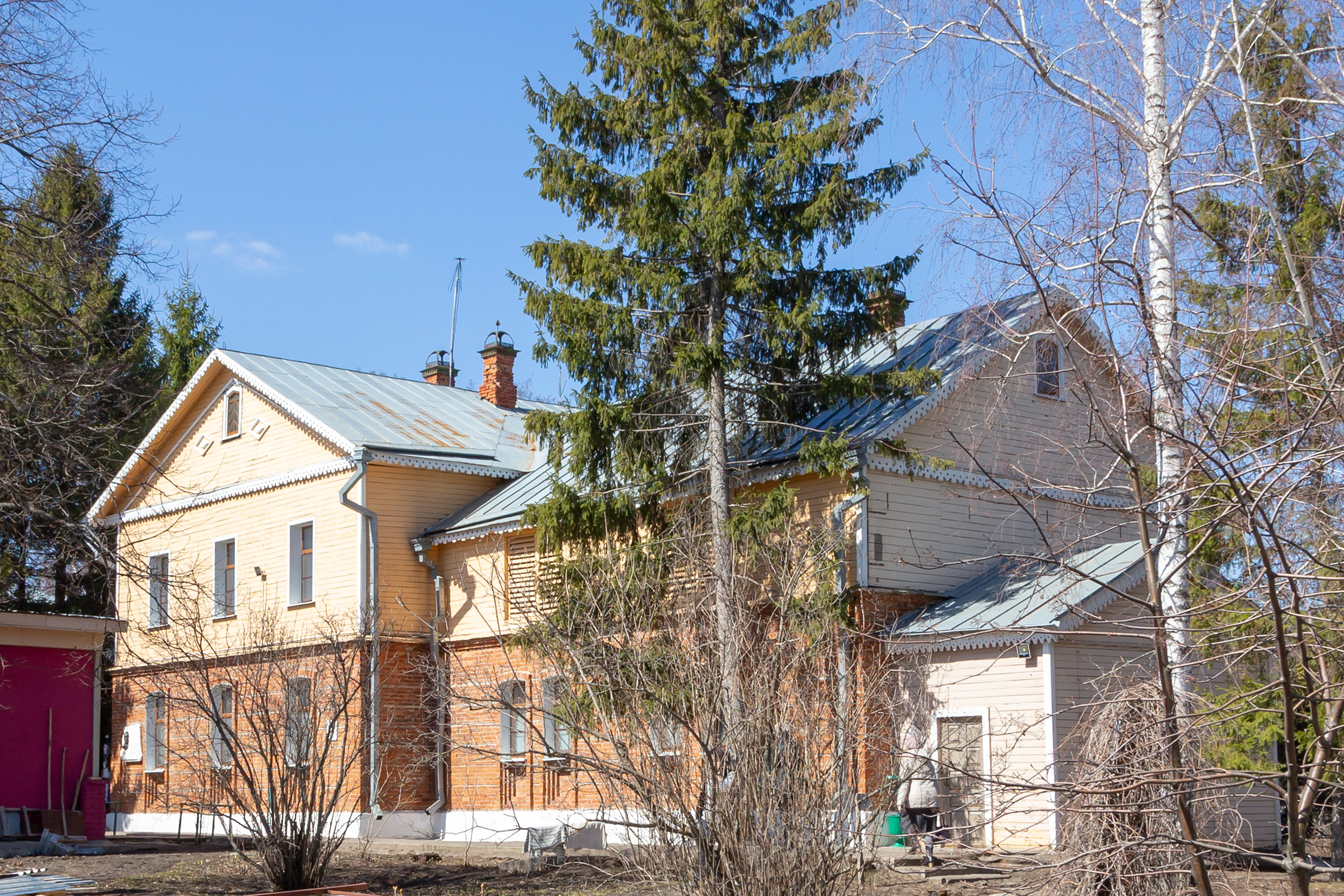
Rekonstruiertes Nebengebäude in Iwanowka (2018)

Rachmaninows Landgut war in Folge der Russischen Revolution und des Bauernaufstands von Tambow, der eine Zeit von Alexander Antonow von Iwanowka aus befehligt wurde, geplündert und zerstört worden. Die Überreste dienten bis in die späten 1960er Jahre als Müllhalde, die ehemalige Parkanlage wurde als Weidefläche genutzt.
1968 entschied das Regional-Komitee der KPdSU in Tambow per Dekret Maßnahmen zur Aufrechterhaltung der Erinnerung an Rachmaninow, infolge dessen entstand in Dorf Iwanowka ein Gedenkraum. Das Regionalmuseum in Tambow baute ab 1971 das Nebengebäude des Landguts wieder auf und gestaltete mit Hilfe des Russischen Nationalmuseums für Musik und des Glinka-Museums die Räume zum Rachmaninow-Museum aus. Aleksander Jermakow, ein ortsansässiger Lehrer, wurde ab Fertigstellung des Museums 1978 dessen Direktor. Am 18. Juni 1982 fand die offizielle Eröffnung anlässlich der Einweihung einer Rachmaninow-Skulptur im Außenbereich statt.
Aleksander Jermakow und die einheimische Bevölkerung beteiligten sich seit den frühen 1970er Jahren mit Unterstützung von Irina Archipowa am Wiederaufbau Iwanowkas und rekonstruierten zunächst die Parkanlage gemäß überlieferten Berichten. Drei Teiche wurde angelegt; Bäume, verschiedene Fliederarten – zu Rachmaninows Zeiten sind 70 Arten verbürgt – und Blumen angepflanzt und ab 1976 Singvögel ausgewildert, das Anwesen eingefriedet und die Zufahrtsstraße asphaltiert. 1987 erweiterte das Museum um die Parkanlage und firmierte unter dem Namen Museum-Gutshof S. W. Rachmaninow Iwanowka.
Durch die Initiative Jermakows konnte das Herrenhaus auf Grundlage von Fotografien, bereitgestellt durch Rachmaninows Schwägerin Sofia Satina, nach historischem Vorbild und mit maßgeblicher finanzieller Unterstützung des Ingenieurs Juri Rachmaninow rekonstruiert und am 20. September 1995 eröffnet werden.
Bis 2014 wurden von den ehemaligen 24 Gebäuden des Landguts 6 wiederaufgebaut – das Herrenhaus, das Nebengebäude, eine Garage, ein Lager, das Gartenhaus und eine Scheune. Seit 2014 ist eine Gedenkstätte an den Tambower Bauernaufstand und seine Niederschlagung zugänglich. Ebenfalls 2014 wurden auf Iwanowka ein Friedhof als Ruhestätte für Rachmaninows Verwandte ausgewiesen, deren Gräber 2007 auf dem 6 Kilometer entfernten Dorffriedhof beschädigt worden waren sowie ein Rosengarten angelegt.
Finanziert wird das Museum vom Russischen Ministerium für Kultur, der Regionalregierung des Oblast Tambow und Spendern. Ehrenbürger von Iwanowka sind aufgrund ihres langjährigen Engagements für das Museum u. a. die Pianisten Michail Pletnjow und Nikolai Luganski, der Klavierpädagoge Sergei Senkow, der 2007 verstorbene Groß-Neffe Rachmaninows Juri Rachmaninow, der Opernsänger Wladislaw Piawko und seine Ehefrau, die 2010 verstorbene Opernsängerin Irina Archipowa.
Aleksander Jermakow erwarb 2018 mit Hilfe von Spendengeldern zum ehemaligen Landgut gehörende Gebäude und Flächen und übergab sie der Regionalverwaltung zweckgebunden zum Ausbau des historischen Landguts. Nikolai Luganski finanzierte ein Gästehaus auf dem Gelände und Michail Pletnjow ein Freiluft-Theater für Konzerte.

### Ausstellungen
2015 umfasste der Museum-Gutshof 18,5 Hektar. 1122 Gebäudequadratmeter von insgesamt 1618 sind Ausstellungsfläche, auf denen 5644 Exponate der in Iwanowka befindlichen 7245 Objekte der Öffentlichkeit zugänglich sind. Die Innenausstattung der Gebäude wurde gemäß historischem Vorbild rekonstruiert, mit Möbeln und Inventar ausgestattet, um an die zeitgenössische Welt Rachmaninows zu erinnern.
Im Erdgeschoss des Herrenhauses befindet sich das Wohnzimmer und das Speisezimmer der Familie Satin, daneben das Büro von Aleksander Satin und eine Bibliothek. Im Obergeschoss sind weitere Räumlichkeiten der Familie Satin zugänglich, daneben ein Gedenkzimmer an Juri Rachmaninow und ein Konzertsaal, der 50 Sitzplätze fasst.
Im Nebengebäude wurde Rachmaninows Wohnsituation nachempfunden: das Arbeitszimmer mit einem Becker-Flügel, der 17 Jahre in Rachmaninows Besitz war, das Schlafzimmer, Kinderzimmer für die beiden Töchter und Räume für deren Kindermädchen und der Haushälterin. Im Wirtschaftstrakt wurden im Jahr 1987 Musikzimmer eingerichtet.
Dauerausstellungen befinden sich im Herrenhaus und im Nebengebäude, sie geben einen chronologischen Überblick über das Leben Rachmaninows – seine Familiengeschichte und seine Jugend, seine frühen Studienjahre in Moskau und erste Kompositionen, dokumentieren seine Aufenthalte in Iwanowka, sind der Familie Satin gewidmet und veranschaulichen Rachmaninows Exil-Jahre in Europa und den Vereinigten Staaten. Zu den Exponaten der Ausstellung gehören eine umfängliche Musikbibliothek und Bibliografie, verschiedene Klaviere und Flügel – neben Rachmaninows Becker-Flügel u. a. ein Steinway Alexander Silotis und ein Bechstein der Opernsängerin Nadeschda Sabella-Wrubel – sowie weitere Musikinstrumente.
2014 erhielt das Museum den Zentralrussischen Preis für Literatur und Kunst für ihre Kultur- und Bildungsarbeit. In der Laudatio wurde das geschaffene Museum – weit ab von großen Städten in ländlicher Abgeschiedenheit ohne touristische Infrastruktur – als wesentlich für die Musikkultur gewürdigt. 2018 gelangte der Museum-Gutshof bei der Online-Wahl ‚Mein Lieblingsmuseum‘ unter die ersten 5 Museen Russlands.

## Veranstaltungen

### Konzerte
Seit 1982 finden in Iwanowka regelmäßig Konzerte statt. Im Frühjahr wird jährlich ein Musikfestival im Park ausgetragen, an dem neben Musikern und Folkloregruppen der Region u. a. Wladimir Fedossejew mit dem Tschaikowski-Symphonieorchester des Moskauer Rundfunks, die Solisten Michail Pletnjow, Juri Baschmet, Denis Mazujew sowie der Sweschnikow-Chor teilnahmen. Seit 2014 ist Nikolai Luganski künstlerischer Leiter des Festivals, das 2018 die 37. Auflage erfuhr.
2014 spendeten die Timtschenko-Stiftung und Nikolai Luganski dem Museum einen Steinway-Flügel, der am 23. August der Öffentlichkeit im Rahmen eines Konzerts auf der Veranda des Herrenhauses vorgestellt wurde. Im Juni des gleichen Jahres fand erstmals ein Internationales Musikfestival in Iwanowka statt, das im September 2016 wiederholt wurde, künstlerischer Leiter war Michail Pletnjow.

### Bildungsangebote für Jugendliche, Kinder und ältere Menschen
Jährlich im August veranstaltet das Museum seit 2014 auf Initiative von Nikolai Luganski eine Musikakademie für Jugendliche in Iwanowka. Meisterkurse werden von Lehrbeauftragten des Moskauer Konservatoriums, des Gnessin-Instituts und anderen Musikhochschulen angeboten. Weitere über das Jahr verteilte Musikprogramme wie das Jugend-Straßenfestival wenden sich insbesondere an Nachwuchskünstler. Das Museum arbeitet intensiv mit Kindergärten und Schulen zusammen und veranstaltet Spielprogramme und Workshops auf dem Museumsgelände. Von Mai bis Oktober wird das Kinderfestival Musik und Farben ausgetragen, das von der Moskauer Künstlerin Swetlana Aschnikow betreut wird. Daneben werden volkstümliche Feste für Kinder veranstaltet – u. a. der Marmeladentag, der Kartoffelgeburtstag, der Apfeltag, die die ländlichen Traditionen der Gegend veranschaulichen.
2016 fand erstmals ein mehrtägiger Workshop Kreatives Gestalten für Menschen mit Behinderungen und pflegebedürftige Senioren mit der Intention statt, Kulturarbeit in den Fokus Sozialer Dienste zu rücken.

### Konferenzen
Wissenschaftlich-Praktische Konferenzen zum Leben und Schaffen Rachmaninows werden auf dem Museumsgelände seit 1993 ausgetragen. 2018 widmete sich die VI. Konferenz dem Thema S. W. Rachmaninow und die Weltkultur.

## Film
- The Joy of Rachmaninoff Dokumentarfilm (2016), 60 Min., Regie: Benjamin Whalley und Mark Cooper, Produktion: British Broadcasting Corporation. Erstsendung am 1. Januar 2016 auf BBC Four, Inhaltsangabe bereitgestellt von BBC Four.